# Blue Earth River
Der Blue Earth River ist ein 174 Kilometer langer Fluss im Süden des US-Bundesstaats Minnesota.
Zwei seiner Quellflüsse fließen eine kurze Strecke im Norden von Iowa. In Mankato mündet er in den Minnesota River und ist somit ein indirekter Nebenfluss des Mississippi Rivers. Der Fluss ist von der Wassermenge her der größte Nebenfluss des Minnesota River und trägt 46 % der Wassermenge des Minnesotas am Zusammenfluss der beiden Gewässer bei. Das Einzugsgebiet des Blue Earth Rivers umfasst 9029 km² in einer landwirtschaftlich genutzten Region. Neun Zehntel davon liegen in Minnesota.

## Geschichte
Der Fluss ist nach den früheren Vorkommen eines blaugrünen Lehms an seinen Ufern benannt, die heute nicht mehr sichtbar sind. Der Name des Flusses in der Sprache der Dakota lautet Makato Osa Watapa, „der Fluss an dem die blaue Erde gesammelt wird“. Der französische Entdecker Pierre-Charles Le Sueur gründete 1700 in der Nähe der Flussmündung Fort L’Huillier. Zweck der Niederlassung war der Abbau des Lehms, entweder in der Annahme, dass dieser Kupfer enthielt oder um die Finanzierung seiner Pelzhandelsaktivitäten durch seine Oberen zu gewährleisten. Das Fort wurde im Jahr darauf nach einem Angriff durch die Fox-Indianer aufgegeben. Während des 19. Jahrhunderts fand der Geograph Joseph Nicolas Nicollet Gruben, in denen der Lehm durch die ansässigen Indianer gewonnen wurde. Diese nutzten ihn zur Körperbemalung. Er fand keine Spuren von Le Sueurs Minen oder vom Fort.

## Geographie
Der Lauf des Blue Earth River beginnt an der Vereinigung seines westlichen und mittleren Armes, etwa acht Kilometer nördlich von Elmore im Südwesten des Faribault Countys. Der Middle Branch Blue Earth River ist 27 Kilometer lang und wird manchmal als Hauptarm bezeichnet. Er entspringt im Nordwesten des Winnebago Countys, etwa elf Kilometer östlich von Rake. Sein Lauf strebt westwärts in den Kossuth County und dann nordwärts ins Faribault County. Die Quelle des 24 Kilometer langen West Branch Blue Earth Rivers liegt bei Swea City im Norden des Kossuth Countys. Er verläuft in nordöstlicher Richtung. Diese beiden Quellflüsse sind weitgehend kanalisiert. Vom Punkt der Vereinigung fließt der Blue Earth River in einem gewundenen Kurs durch den Osten des Faribault Countys ins Blue Earth County. Bei Blue Earth mündet der längste Quellfluss, der etwa 90 Kilometer lange East Branch Blue Earth River, der im südwestlichen Freeborn County entspringt und westwärts durch das Faribault County fließt.
Der Blue Earth River passiert noch die Städte Winnebago und Vernon Center, bevor er Mankato erreicht, wo er von Süden her in den Minnesota River einmündet. Rapidan Dam wurde 1910 zum Zwecke der Energiegewinnung durch Wasserkraft errichtet. Er staut den Fluss etwa 19 Kilometer oberhalb seiner Mündung. Der Stausee füllte sich nach der Fertigstellung mit Sedimenten. Die Energieerzeugung wurde später eingestellt, im Jahre 1984 jedoch wieder aufgenommen.
Die beiden größten Zuflüsse des Blue Earth Rivers sind der Le Sueur River, der fünf Kilometer vor der Flussmündung einfließt und der Watonwan River, dessen Mündung 26 Kilometer oberhalb des Minnesota Rivers liegt. Diese beiden Flüsse entwässern 31 % beziehungsweise 24 % des Einzugsgebietes des Blue Earth Rivers. Zu den Zuflüssen am Oberlauf gehört der Elm Creek, bei Winnebago im Nordosten des Faribault Countys. Sein 121 Kilometer langer Wasserlauf beginnt im Nordosten des Jackson Countys. Er durchfließt in stets östlicher Richtung den Martin County.
Nach den Angaben der Minnesota Pollution Control Agency werden etwa 84 % des Einzugsgebietes landwirtschaftlich genutzt, hauptsächlich zum Anbau von Mais und Sojabohnen. Der Fluss ist einer der am stärksten belasteten Flüsse Minnesotas. Besonders hohe Werte erreichen Sedimentation, Bakterien, Nitrate, Phosphor, Quecksilber, Polychlorierte Biphenyle (PCB) und Pestizide, die hauptsächlich durch Abwaschung von der Landoberfläche des Einzugsgebietes entstehen. Dazu kommen die Einleitung von Fäkalien durch menschliche Siedlungen und Viehnutzung. Durch nicht mehr zeitgemäße Wasserreinigungsanlagen und undichte Klärgruben erreichen diese Verschmutzungen ein Niveau, das die Staatsregierung zur Beurteilung bringt, der Fluss sei zum Schwimmen unsicher.
Der Blue Earth River durchfließt auf zumeist eine Grundmoränenebene, die auf dem Grund eines früheren glazialen Sees liegt. Der Unterlauf im Norden war ursprünglich von einem Hartholzurwald bewachsen. Dieses Gebiet wurde zum größten Teil für die landwirtschaftliche Nutzung gerodet. Unterhalb des Rapidan Dams durchfließt der Fluss eine bewaldete Schlucht im Tal des Minnesota Rivers. Dieser Abschnitt ist bei Kanufahrern beliebt.

## Hydrologie
Der United States Geological Survey betreibt am Blue Earth River unterhalb des Rapidan Dam in der Rapidan Township einen Pegel. Er liegt zwischen den Einmündungen des Watonwan River und des Le Sueur Rivers, 19 Kilometer oberhalb der Mündung des Flusses in den Mississippi. Die mittlere jährliche Abflussmenge des Flusses an diesem Pegel betrug im Durchschnitt zwischen 1909 und 2005 30 m³/s. Die höchste aufgezeichnete Abflussmenge in dieser Zeit betrug 1220 m³/s und wurde am 9. April 1965 aufgezeichnet, der niedrigste Wert wurde am 12. Oktober 1955 mit 0,2 m³/s gemessen.